# Jan Morawiec
Jan Morawiec, ps. Błażej, Henryk, Remisz, Rębacz, Tajfun (ur. 25 marca 1915 w Remiszewicach, zm. 13 stycznia 1948 w Warszawie) – działacz obozu narodowego, członek Okręgu Bojowego Kielce, NOW i NSZ, prezes Tymczasowej Narodowej Rady Politycznej Ziem Wschodnich, szef Oddziału IV PAS KG NZW.

## Życiorys
Był synem Rocha Morawca i Bronisławy z domu Płachta. Uczęszczał do szkoły powszechnej w Będkowie, a następnie do gimnazjum w Koluszkach, którego jednak nie ukończył (przerwał naukę w klasie maturalnej) z powodu trudności finansowych. Był zaangażowany w działalność harcerską, czynnie uprawiał też sport (zwłaszcza dyscypliny lekkoatletyczne, w których miał wiele sukcesów), biorąc udział w licznych konkursach. Pisał wiersze i opowiadania; rozpoczął pracę nad powieścią z życia wsi, inspirowaną dziełem Władysława Reymonta Chłopi, której jednak na skutek wybuchu II wojny światowej nie ukończył. 
Wcześnie został członkiem Stronnictwa Narodowego. W latach 1936–1937 odbył zasadniczą służbę wojskową w jednostce artylerii nadbrzeżnej Marynarki Wojennej; w wojsku w dalszym ciągu wykorzystywał swe talenty literackie (prowadził gazetkę o treści patriotycznej i morskiej – niektóre teksty pisał w języku kaszubskim); swoje utwory podpisywał głównie pseudonimem „Remisz”; prowadził również działalność patriotyczno-propagandową, wygłaszając prelekcje dla młodszych żołnierzy. Wówczas zdał maturę. Następnie podjął pracę w Ministerstwie Komunikacji w Warszawie. 
Brał udział w wojnie obronnej w 1939 w załodze Helu w stopniu starszego marynarza. Po kapitulacji dostał się do niewoli niemieckiej, ale jeszcze w październiku 1939 udało mu się uciec. Powrócił w Kieleckie, gdzie włączył się do działalności podziemnej w ramach siatki konspiracyjnej, tworzonej przez mjr. Henryka Dobrzańskiego ps. „Hubal”, później nazwaną Okręgiem Bojowym Kielce. Działał na obszarze powiatów Brzeziny i Tomaszów Mazowiecki, organizując grupy podziemne i szkoląc je. Po rozbiciu Oddziału Wydzielonego Wojska Polskiego mjr. H. Dobrzańskiego pod koniec kwietnia 1940, przeszedł do Organizacji Wojskowej Stronnictwa Narodowego, późniejszej NOW. 
W połowie 1942 przyłączył się do grupy rozłamowej w NOW, która współtworzyła Narodowe Siły Zbrojne. Został oficerem do zadań specjalnych Oddziału I Organizacyjnego KG NSZ. Przeprowadzał inspekcje w terenie; dzięki odwadze i sprawności fizycznej 6-krotnie uszedł obławom niemieckim. W 1944 objął funkcję szefa Oddziału I Organizacyjnego Komendy Okręgu III Lubelskiego NSZ. Po ustabilizowaniu się linii frontu na Wiśle działał na terenach zajętych przez Armię Czerwoną. Został szefem Oddziału I Organizacyjnego Komendy Ziem Wschodnich NSZ. 29 grudnia 1944 został aresztowany przez NKWD, ale 4 stycznia 1945 podczas nocnego przesłuchania zbiegł z siedziby NKWD w Lublinie, wyskakując oknem z pierwszego piętra. 
4 lutego 1945 stanął na czele Tymczasowej Narodowej Rady Politycznej Ziem Wschodnich. W lipcu 1945 podporządkował ją KG Narodowego Zjednoczenia Wojskowego. Otrzymał awans do stopnia kapitana. Jednocześnie od kwietnia 1945 pełnił funkcję szefa Oddziału IV PAS KG NZW. Pomimo coraz większych trudności rozbudował pion Pogotowia Akcji Specjalnej. Dwukrotnie udawało mu się wymknąć z obław UB; 13 marca 1946, podczas drugiej próby aresztowania, w Łodzi, ranił dwóch funkcjonariuszy UB i zbiegł do Warszawy. Ostatecznie 22 marca 1946 został aresztowany w Warszawie; podczas aresztowania został ranny. Po brutalnym śledztwie, w którym wykazywał bardzo dużą odwagę, dodając otuchy pozostałym więźniom, Wojskowy Sąd Rejonowy w Warszawie skazał go, razem z szefem I Oddziału KG kpt. T. Zawadzińskim „Wojciechem”, szefem wywiadu por. L. Roszkowskim „Tomaszem” i szefem I Obszaru mjr M. Grygorcewiczem „Ostromirem” 3 listopada 1947 na karę śmierci (Grygorcewiczowi wyrok zamieniono na 15 lat więzienia).
Wyrok śmierci został wykonany 15 stycznia 1948 w więzieniu mokotowskim przez dowódcę plutonu egzekucyjnego st. sierż. Piotra Śmietańskiego w obecności m.in. lekarza więziennego dr Stefanii Jabłońskiej i naczelnika więzienia kpt. Alojzego Grabickiego. Oprócz Jana Morawca, tego dnia stracono również Lechosława Roszkowskiego i Tadeusza Zawadzińskiego. Ciała zamordowanych wywieziono potajemnie i zapewne, jak pokazują współczesne ekshumacje, bezimiennie pogrzebano w dołach śmierci, prawdopodobnie na Służewie.
Symboliczny grób Jana Morawca znajduje się na Cmentarzu Wojskowym na Powązkach w Warszawie w kwaterze na Łączce.
28 stycznia 1992 Sąd Wojewódzki w Warszawie stwierdził nieważność wyroku skazującego Jana Morawca i jego towarzyszy broni, orzekając, że czyny przypisane skazanym były związane z działalnością na rzecz niepodległego bytu państwa polskiego.